# Valle del Zalabí
Valle del Zalabí là một đô thị trong tỉnh Granada, Tây Ban Nha. Theo điều tra dân số 2005 (INE), đô thị này có dân số là 2326 người.